# ارکان زنگین
ارکان زنگین (ترکی استانبولی: Erkan Zengin؛ زادهٔ ۵ اوت ۱۹۸۵) بازیکن فوتبال اهل ترکیه است که برای تیم ملی فوتبال سوئد بازی کرده‌است.

## باشگاهی
از باشگاه‌هایی که در آن بازی کرده‌است می‌توان به هامارابی، اسکی‌شهراسپور و ترابوزان‌اسپور اشاره کرد.